# Ruda Śląska
Ruda Śląska (uitspraak: ['ruda,ɕlɔ̃ska], ong. roeda sjlonska; ruda = erts, Śląsk = Silezië) (Duits: Schlesisch Ruda) is een stad in het Poolse woiwodschap Silezië. Het is een stadsdistrict. De oppervlakte bedraagt 77,59 km², het inwonertal 147.403 (2005).
De gemeente ontstond in 1959 door samengaan van Ruda en Nowy Bytom.

## Verkeer en vervoer
- Station Ruda Śląska Nowy Bytom
- Station Ruda Śląska
- Station Ruda Chebzie
- Station Ruda Czarny Las
- Station Ruda Nowy Wirek
- Station Ruda Wschodnia

## Geboren
- Ernest Pohl (1932-1995) voetballer
- Marek Jaskółka (1976), triatleet
- Marcin Baszczyński (1977), voetballer
- Marek Plawgo (1981), hordeloper
- Otylia Jędrzejczak (1983), zwemster
- Kasia Moś (1987), zangeres
- Justyna Czapla (2004), Duits wielrenster

Stadsdistricten:
Bielsko-Biała ·
Bytom ·
Dąbrowa Górnicza ·
Gliwice ·
Jaworzno ·
Katowice ·
Jastrzębie Zdrój ·
Chorzów ·
Mysłowice ·
Piekary ·
Ruda Śląska ·
Rybnik ·
Siemianowice ·
Sosnowiec ·
Świętochłowice ·
Częstochowa ·
Tychy ·
Zabrze ·
Żory

Districten:
Będzin ·
Bielsko-Biała ·
Bieruń-Lędziny ·
Cieszyn ·
Częstochowa ·
Gliwice ·
Kłobuck ·
Lubliniec ·
Mikołów ·
Myszków ·
Pszczyna ·
Racibórz ·
Rybnik ·
Tarnowskie Góry ·
Wodzisław ·
Zawiercie ·
Żywiec